# Hausruck

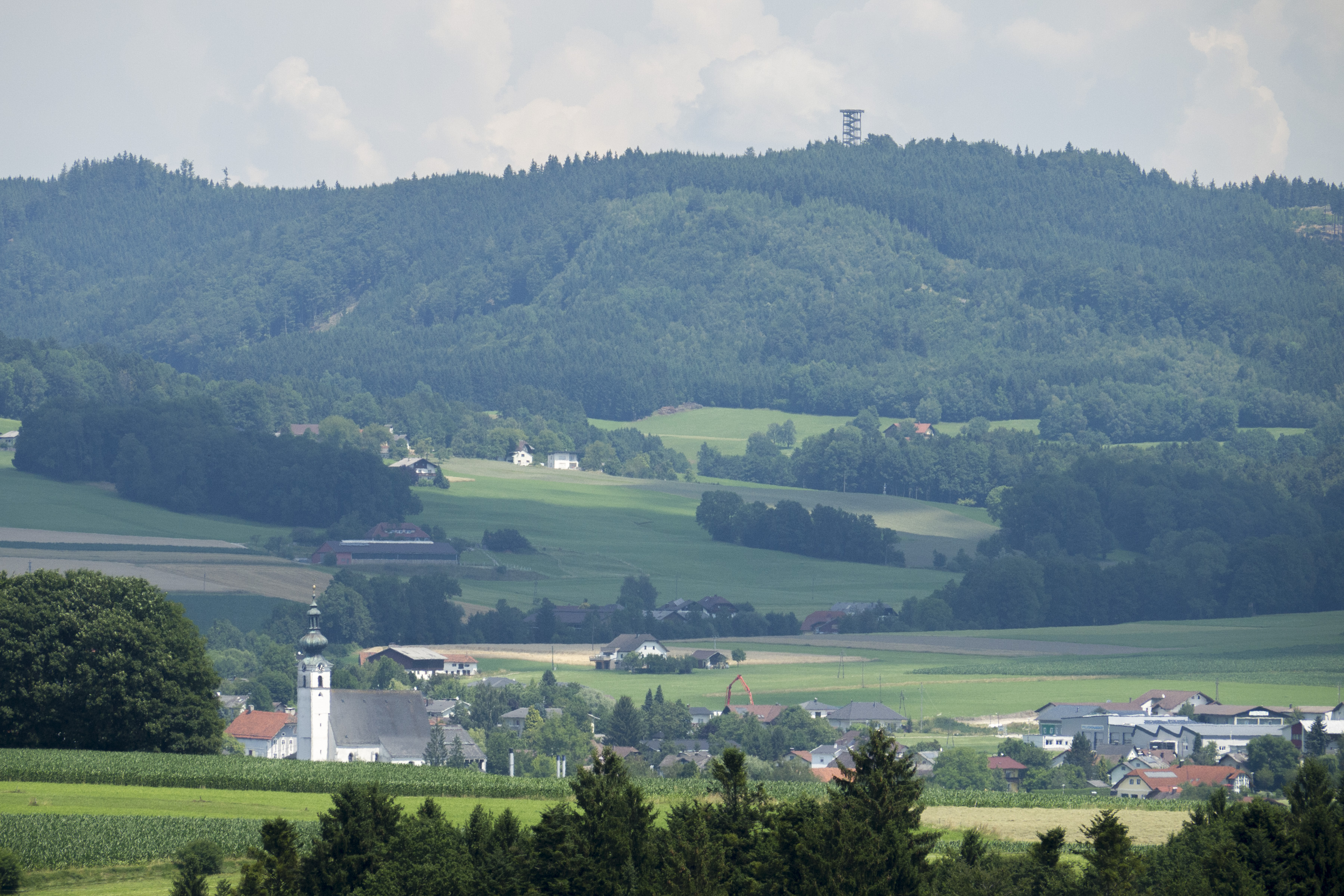
Frankenburg met de Göblberg

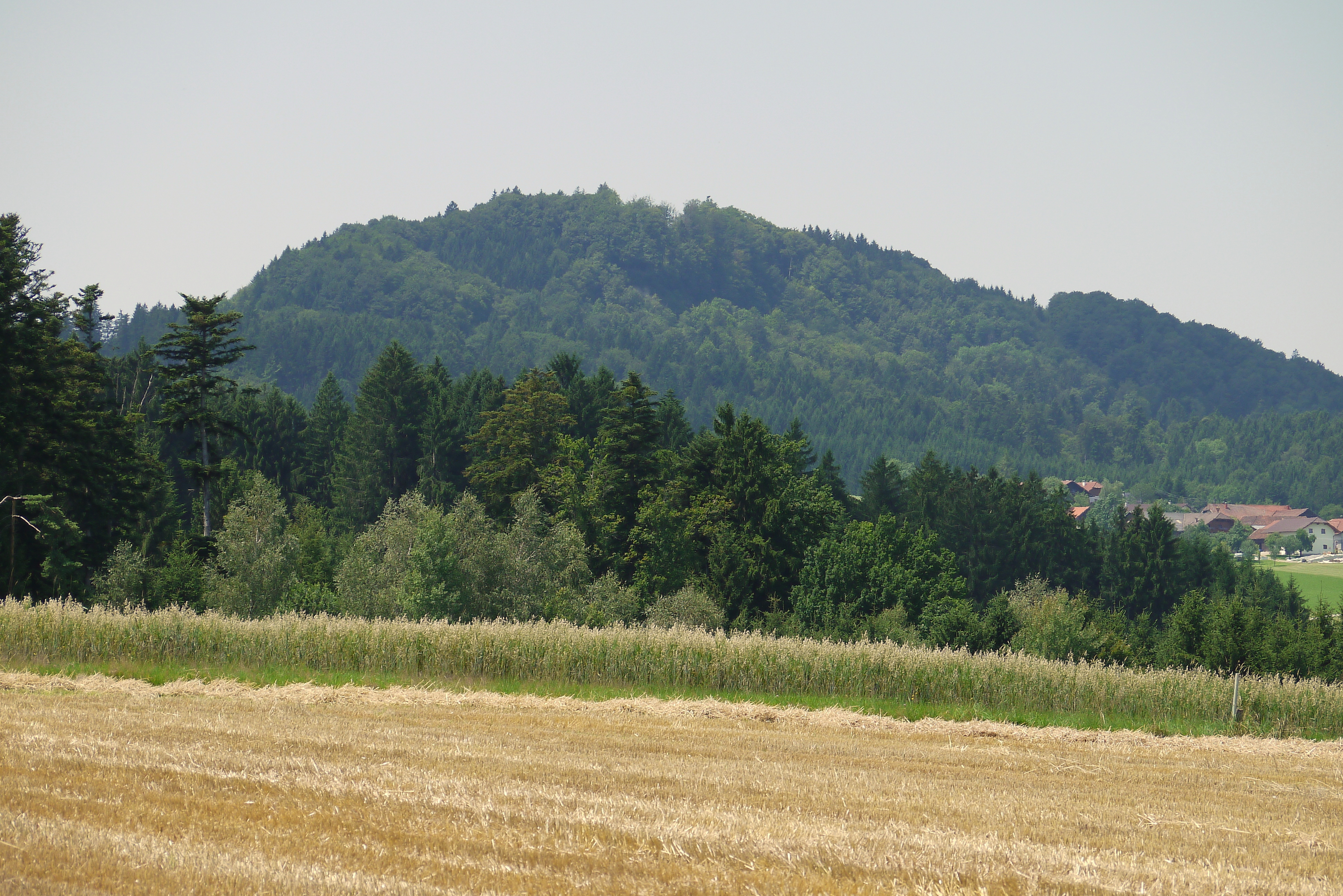
De Hobelsberg aan de grens van het Kobernaußerwald

De Hausruck is een heuvelrug in het Oostenrijkse voorland van de Alpen, die zijn naam gaf aan het Hausruckviertel, een der vier kwartieren van Opper-Oostenrijk. De Hausruck is ongeveer 30 km lang. Het hoogste punt is de 801 m hoge Göblberg. In het zuidwesten ligt het Kobernaußerwald.
De Hausruck is een dicht bebost middelhoog gebergte dat vooral is samengesteld uit mergel en grind. Er is ook bruinkool gevonden, waarvan de ontginning, zoals in Ampflang, in 1995 werd opgestart. Verder zijn er kleinere vondsten van aardolie en aardgas, zoals nabij Puchkirchen am Trattberg.